# وفاة إسراء غريب
إسراء غريب (1998 - 22 أغسطس 2019 في مدينة بيت لحم) شابة فلسطينية تبلغ من العمر 21 عامًا، تعرضت للضرب والتعذيب المفضي إلى الوفاة على يد ثلاثة شبان فلسطينيين لنشرها صورة شخصية مع خطيبها قبل يوم من تاريخ زواجهما. لكن عائلتها أنكرت هذا الاتهام مدعية أنها توفيت بنوبة قلبية.
أظهرت التحقيقات أن سبب الوفاة هو ضرب مبرح أدى إلى قصور حاد في الجهاز التنفسي.

## التحقيقات
أثيرت القضية بعد انتشار فيديو لصراخ فتاة في مشفى في مدينة بيت لحم الفلسطينية في شهر أغسطس 2019.
بتاريخ 22 أغسطس 2019، توفيت إسراء إثر إصابتها بجروح خطيرة في منزلها الواقع في بيت ساحور. تسببت وفاتها في احتجاجات من قبل عدد من النساء والمنظمات النسوية في فلسطين بسبب الاشتباه في كونها جريمة شرف.
في 6 سبتمبر، أقدمت السلطات الفلسطينية على اعتقال ثلاثة أشخاص رهن الاعتقال الاحتياطي، في انتظار تقرير الطب الشرعي النهائي. تم فحص جزء من العينات داخل فلسطين، فيما أرسل جزء آخر إلى الأردن حيث يفترض تسليم النتائج للنيابة في 10 سبتمبر.
إبان اللغط المجتمعي للحادثة أقدم ثلاثة من الأطباء الشرعيين في وزارة الصحة على تقديم استقالاتهم، لكن الوزارة نفت أية علاقة لاستقالتهم بقضية إسراء.
في 12 سبتمبر 2019، خلص التحقيق إلى أن غريب توفيت بسبب مضاعفات في نظامها التنفسي بسبب الضرب المبرح والمتكرر. حيث عقد النائب العام الفلسطيني مؤتمراً صحفياً أكد فيه أن الشابة إسراء قتلت نتيجة الضرب المبرح بناء على مضمون التقرير الذي صرح بأن «سبب وفاة إسراء هو قصور حاد في الجهاز التنفسي ناتج عن ما تعرضت له من ضرب مبرح وتعنيف»، نافيا بذلك ادعاءات سقوطها من شرفة المنزل أو تعرضها لنوبة قلبية.
بناء على ذلك، وجهت النيابة العامة جناية القتل ضد أفراد أسرتها الثلاث (م.ص) و (ب.غ) و (أ.غ).

## ردود الأفعال والرأي العام
- تم تدشين هاشتاغ WeAreAllIsraa# (#كلنا_إسراء_غريب) على شبكات التواصل الاجتماعي تضامنًا مع القضية.[3][4] فيما اعتبر رئيس الوزراء الفلسطيني أنها «قضية مجتمع»[16]

- عبَّرت منظمة «مشروع عدالة» وهي منظمة فلسطينية لحقوق الإنسان عن استنكارها مصرحة «نحن غاضبون وحزينونبسبب جريمة ...القتل الشنيع».[4] بينما دعت الهيئة المستقلة لحقوق الإنسان إلى استخلاص العبر من حادثة القتل، بما يضمن عدم تكرار الأخطاء التي جرت مع غيرها من النساء، وذلك من خلال الإسراع في إقرار قانون حماية الأسرة من العنف ووضعه قيد التنفيذ.[15]

## مجريات المحاكمة
أكدت مصادر مطلعة على ملف مقتل الشابة الفلسطينية إسراء غريب أن الفترة المقبلة قد تشهد دخول أشخاص جدد إلى دائرة الاتهام في القضية التي أثارت الرأي العام الفلسطيني والدولي.
وعقدت محكمة بداية بيت لحم الإثنين، ثاني جلسات المحاكمة في قضية قتل إسراء غريّب، وكانت الجلسة علنية مثل أول الجلسات التي عُقدت في 18 نوفمبر/ تشرين الثاني، وخُصصت للاستماع إلى عدد من شهود النيابة، وعددهم 41 شاهداً، ومن بينهم والد الضحية ناصر غريب، وممرضتان وطبيبان من المستشفيين اللذين خضعت فيهما للعلاج والفحص الطبي.
وقالت المصادر التي طلبت عدم ذكر أسمائها، إن «مشعوذين كان لهم دور كبير في التدمير النفسي لإسراء، الأمر الذي يُدخلهم في دائرة الاتهام، إذ أخبرها أحد المشعوذين في أحد مخيمات بيت لحم، أنها تعاني من سحر سوف يتسبب في مقتلها، فبدأت تصرفاتها وسلوكياتها تتبدل، وكان لديها هاجس دائم أن ثمة من يلاحق والدها لقتله، وأن هذا دفع عائلتها إلى ضربها ضرباً مُبرحا لإخراج الجن الذي يتلبسها على حد اعتقادهم، وأن هذه التصرفات دفعت والدها لطلب أن تكون بقية شهادته سرية».
وحضر ممثلو منظمات حقوقية فلسطينية جلسة التاسع من ديسمبر 2019، وبينهم ممثلة «محامون من أجل العدالة»، فاطمة الزهراء الحلبي، وقالت «استمعت المحكمة إلى شهادة والد إسراء التي استغرقت نحو ساعة ونصف الساعة، وكان جزء من شهادته علنياً، والجزء الآخر سرياً، وفي الجزء العلني تحدث عن صفات ابنته، وكيف عاشت مُدللة في العائلة بصفتها آخر العنقود، وكيف تغيّرت تصرفاتها في الفترة الأخيرة قبل وفاتها، ومن ذلك تخوفها من الجن والسحر، وتكرار أن ثمة أشخاصا يلاحقون والدها لقتله».
وقالت فاطمة الحلبي: «قال الوالد الذي يعمل في صالون حلاقة، إنه تلقى اتصالاً في الليلة التي سبقت عيد الأضحى من ابنه إيهاب، وهو أحد المتهمين بالتسبب بوفاة إسراء، يُخبره بأنها سقطت من شرفة المنزل، فعاد إلى المنزل ليراها؛ فوجدها هادئة في سريرها، وأعاد على المحكمة تفاصيل وقوعها؛ كونها حسب قوله حاولت الهرب من المنزل، وهي الرواية التي أكدتها العائلة للإعلام في الفترة الأولى لانتشار خبر وفاة إسراء، ثم طلب أن تكون بقية شهادته سرية حفظاً لخصوصية العائلة وتماسكها».

## التراجع عن لفظ «مقتل» واستبداله بـ «وفاة»
تراجعت وكالة دنيا الوطن، الوكالة الوحيدة التي تغطي جلسات محاكمة المتهمين في قضية إسراء غريب عن لفظ «مقتل» في الأخبار التي تنشرها، واستبدلت اللفظ ب «وفاة إسراء غريب»، وذلك بعد عجز النيابة الفلسطينية إثبات وجود جريمة قتل للقضاء الفلسطيني بعد انعقاد خمسة جلسات من المحاكم في القضية.

## الإفراج عن المتهمين
بتاريخ 17 فبراير 2021 قرر القضاء الفلسطيني الإفراج عن المتهمين الثلاثة في القضية مقابل كفالة عدلية وذلك بعد تناقض بينات وأقوال طبيب الطب الشرعي (المشرف على تشريح جثمان الفتاة اسراء) لدى المحكمة وعدم تقديم النيابة الفلسطينية لأي دليل يثبت ان الفتاة تعرضت لجريمة ، وفي نهاية الأمر أثبت الطبيب الشرعي في إفادته للمحكمة أن إسراء لم تتعرض لأي تعذيب على الإطلاق  وبعد الاستماع لأقوال الطبيب الشرعي قررت المحكمة الإفراج عن المتهمين مباشرة.